# Beledweyne
Beledweyne er en by i den centrale del af Somalia, med et indbyggertal på cirka 108.000. Byen er hovedstad i regionen Hiraan og ligger tæt ved grænsen til nabolandet Etiopien. Byen har, som så mange andre byer i Somalia, været præget af voldsomme kampe under den somaliske borgerkrig.
- Wikimedia Commons har flere filer relateret til Beledweyne